# جوزپه ویتال
جوزپه ویتال (انگلیسی: Giuseppe Vitale؛ زادهٔ ۱۰ سپتامبر ۱۹۹۳) بازیکن فوتبال اهل ایتالیا است.
از باشگاه‌هایی که در آن بازی کرده‌است می‌توان به باشگاه فوتبال تراپانی اشاره کرد.